# La Ferrière-au-Doyen
La Ferrière-au-Doyen é uma comuna francesa na região administrativa da Normandia, no departamento Orne. Estende-se por uma área de 21,89 km². Em 2010 a comuna tinha 167 habitantes (densidade: 7,6 hab./km²).